# 蘭河 (萊茨阿赫河支流)
47°45′18″N 11°54′38″E / 47.75508°N 11.91050°E

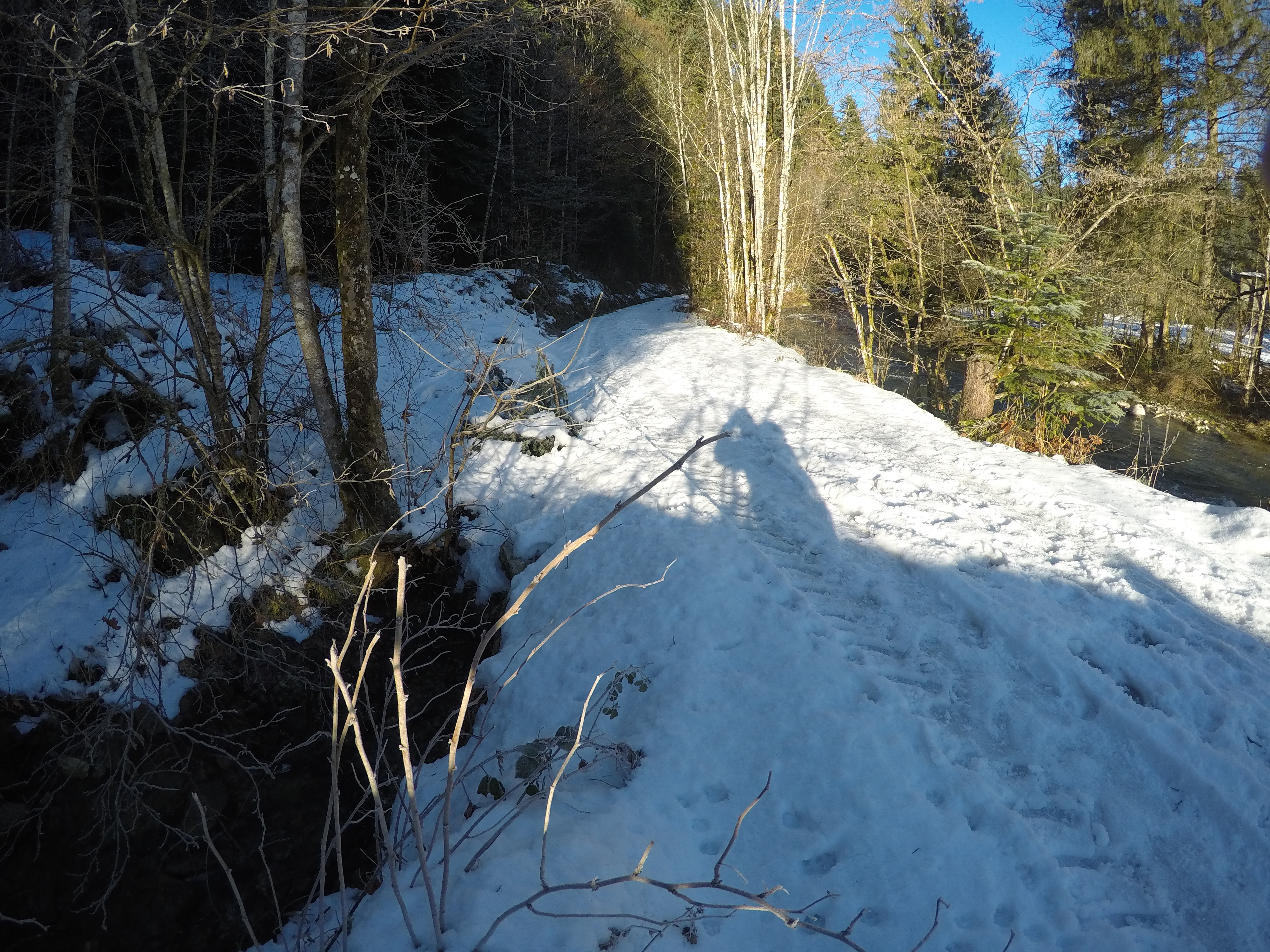

蘭河（德語：Lahn），是德國的河流，位於該國東南部，由巴伐利亞負責管轄，屬於萊茨阿赫河的左支流，河道全長1.1公里，流域面積0.4平方公里，發源自施利爾斯貝格山東北坡。